# Владимиров, Фёдор Алексеевич

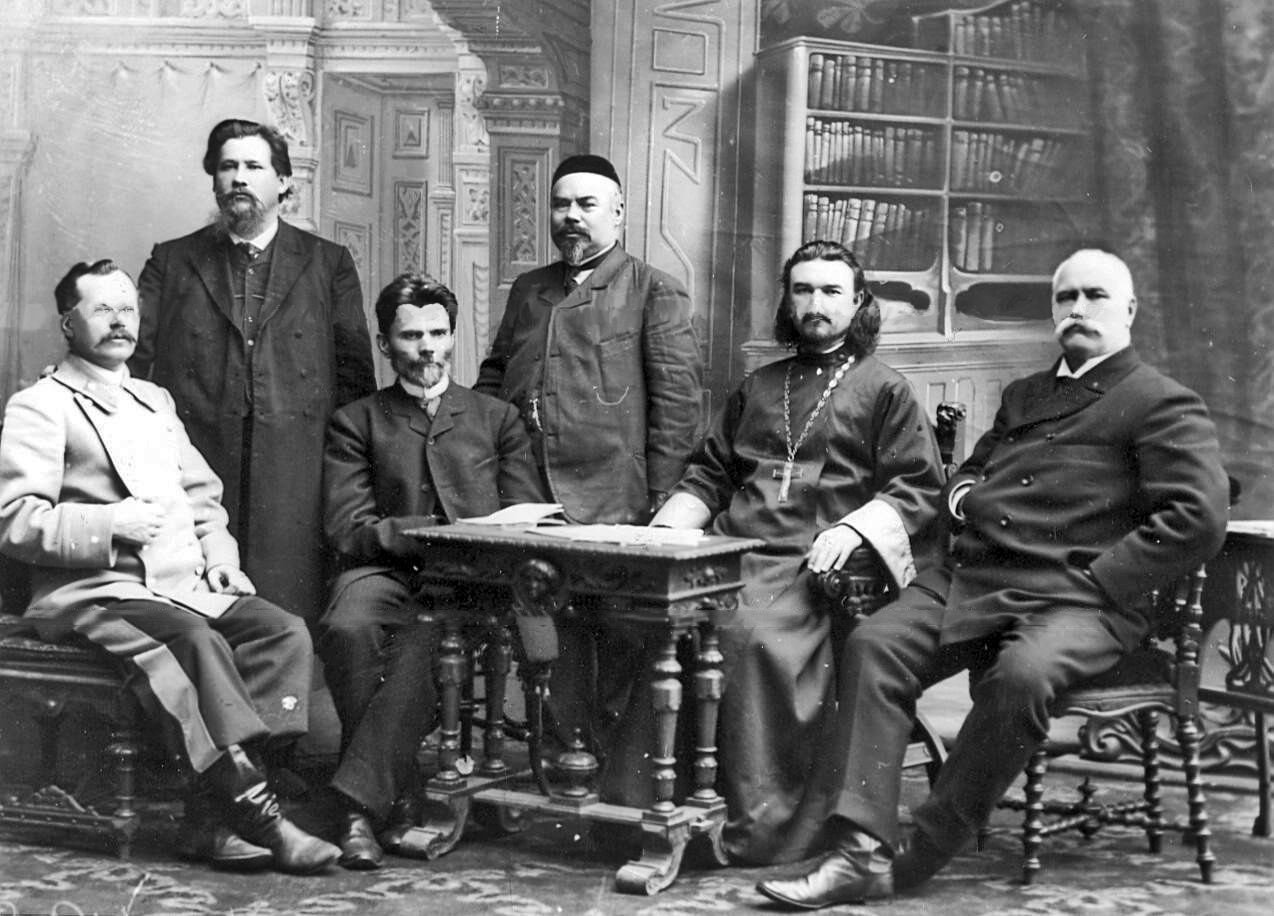
Группа депутатов Третьей Государственной думы от Оренбургской губернии. Ф. А. Владимиров — второй слева.

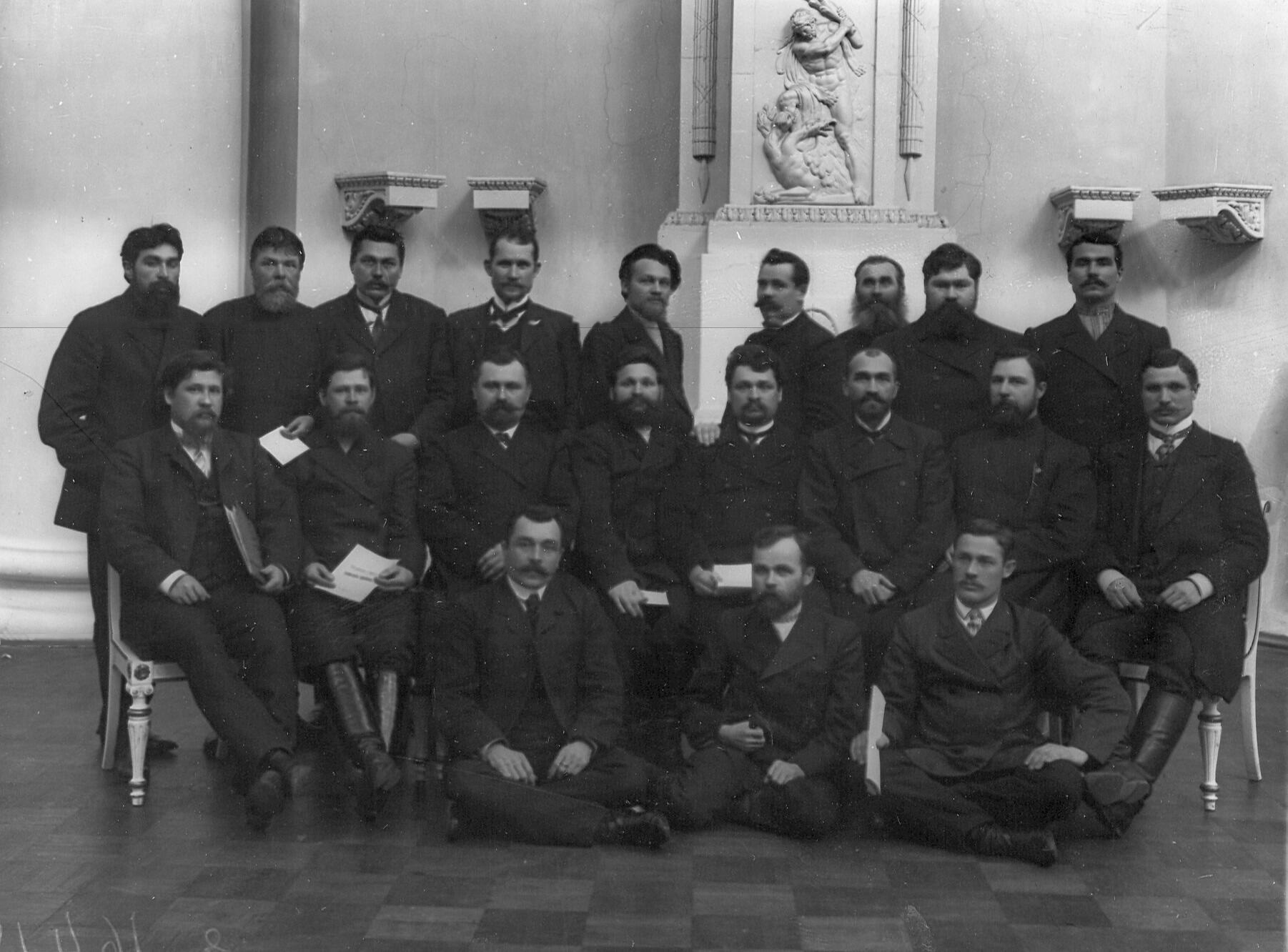
Ф. А. Владимиров — первый слева в среднем ряду.

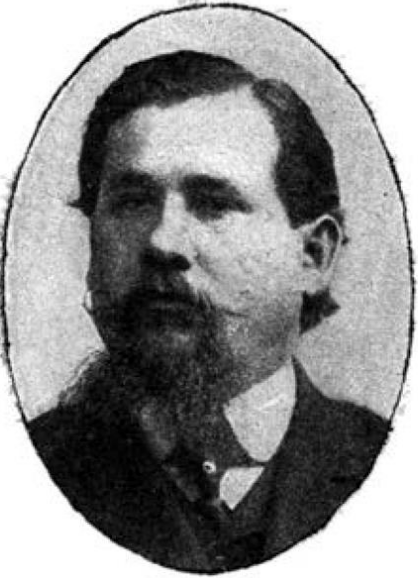
Ф. А. Владимиров (1910)

Фёдор Алексеевич Владимиров (альтернативное отчество Александрович; 5 [17] февраля 1875, Чумляк, Оренбургская губерния — не ранее 1912) — волостной писарь, депутат III Государственной Думы Российской империи от Оренбургской губернии (1907—1912).

## Биография
Фёдор Владимиров родился 5 (17) февраля 1875 года в селе Чумляк Чумлякской волости Челябинского уезда Оренбургской губернии в семье крестьянина Алексея (по другим сведениям — Александра) Владимирова. Ныне село — административный центр Чумлякского сельсовета Щучанского района Курганской области.
В 1888 году окончил Чумлякское начальное министерское (сельское) училище — получил низшее образование.
После выпуска один год был практикантом в том же училище, а затем, в течение двух лет работал учителем местной церковно-приходской школы. В 1894 году он поступил на службу волостным писарем — в этой должности состоял до выборов в Госдуму.
Кроме того, Фёдор Алексеевич являлся секретарем Белоярского волостного попечительства общества Красного Креста и занимался земледелием на 25 (по другим сведениям — на 20) десятинах надельной земли. Ныне с. Белоярское — административный центр Белоярского сельсовета Щучанского района Курганской области. Другая недвижимость, принадлежащая Владимирову на 1907 год, была оценена в 800 рублей.
14 октября 1907 года Ф. А. Владимиров был избран в Государственную Думу Российской империи третьего созыва от съездов уполномоченных от волостей Оренбургской губернии.
В III Думе Владимиров вошёл во фракцию прогрессистов. Он стал членом четырёх думских комиссий: по местному самоуправлению, финансовой, переселенческой (по переселенческому делу) и комиссии для рассмотрения законопроекта об охоте. Подпись депутата Владимирова стоит под законопроектами «О наделении безземельных и малоземельных крестьян землей», «О введении в Архангельской губернии земского самоуправления», «Об изменении городского избирательного закона» и «Об отмене смертной казни».
Дальнейшая, «последумская» судьба Фёдора Алексеевича Владимирова на сегодняшний день неизвестна.

## Семья
Был женат (на 1907 год).